# Gerson von Bleichröder

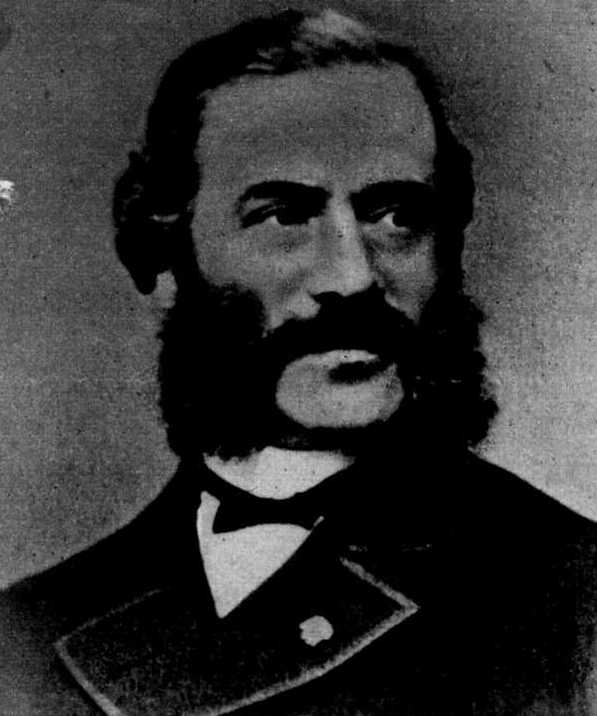
Gerson von Bleichröder

Gerson Bleichröder, ab 1872 von Bleichröder (* 22. Dezember 1822 in Berlin; † 19. Februar 1893 ebenda), war ein deutsch-jüdischer Bankier und als Bankier Bismarcks und Vertreter der Rothschild-Banken am Finanzplatz Berlin einer der wichtigsten Privatbankiers seiner Zeit.

## Leben

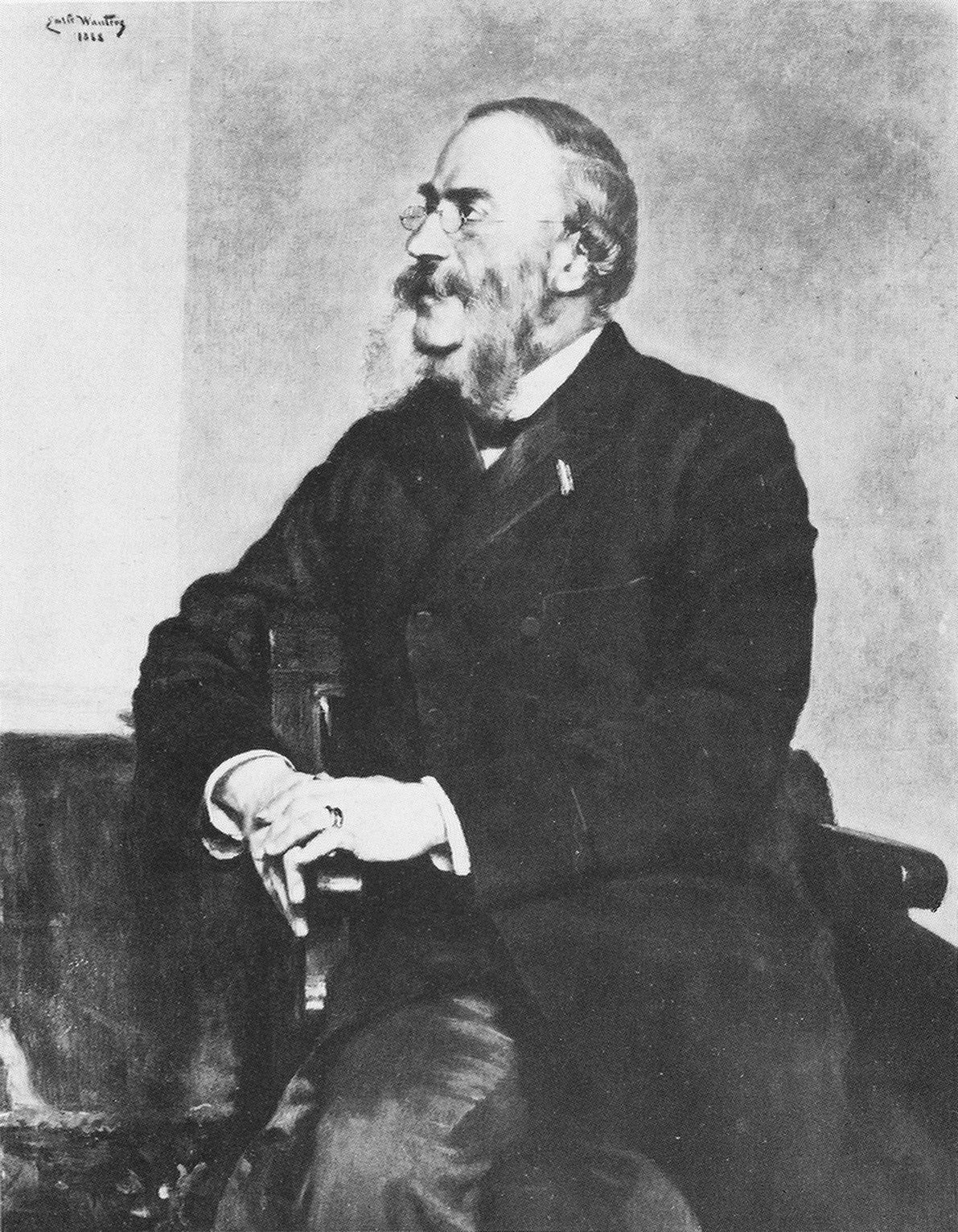
Gerson von Bleichröder (Gemälde von Emile Wauters, 1888)

Gerson Bleichröder war ein Sohn Samuel Bleichröders (1779–1855). Dieser hatte 1803 das Bankhaus S. Bleichröder gegründet und sich ab den 1830er Jahren zum Hauptkorrespondenten der Rothschild-Banken entwickelt. Gerson Bleichröder wurde 1847 Teilhaber der väterlichen Firma und nach dem Tod des Vaters 1855 Seniorchef. Um 1860 war die Bleichröder-Bank eine der ersten Adressen am Markt für Staatsanleihen und, zusammen mit dem Kölner Bankhaus Sal. Oppenheim, führend bei der frühen Eisenbahn- und Industriefinanzierung (so beispielsweise für die Liegnitz-Rawitscher Eisenbahn). Wichtig wurde zudem die Beteiligung an der Finanzierung russischer Unternehmen und des russischen Staatshaushalts. Als prominentes Mitglied des Preußen-Konsortiums, eines Zusammenschlusses führender deutscher Banken, war Bleichröder an der Finanzierung Preußens und des Reiches beteiligt.
Zeitgenossen galt er als einer der reichsten Männer Preußens und der Welt – sein Vermögen wurde mit 100 Millionen Goldmark angegeben. Sein internationales Auftreten als Emissär Bismarcks muss auch vor dem Hintergrund seiner erfolgreichen Bankierstätigkeit gesehen werden. Bismarck nutzte die Geschäftsbeziehungen Bleichröders vor allem zu den Rothschilds und anderen bedeutenden Privatbankiers in vielen europäischen Hauptstädten, um Informationen über die wirtschaftliche und politische Lage dieser Länder zu erhalten. Gleichzeitig profitierte er davon, dass Bleichröder gesellschaftlich mit den wirtschaftlichen und teilweise den politischen Eliten dieser Länder verkehrte. Da Bismarck und Bleichröder einen vertrauensvollen bis freundschaftlichen Umgang miteinander pflegten (Bleichröder gilt als einer der „engsten Berater“ Bismarcks), konnte der Bankier und Privatmann Bleichröder zum Träger heikler Botschaften werden, die Bismarck auf offiziellem, diplomatischem Parkett nicht formulieren wollte.

Bankhaus Bleichröder (Behrenstraße 63–65, Berlin)

Große Halle im Bankhaus Bleichröder

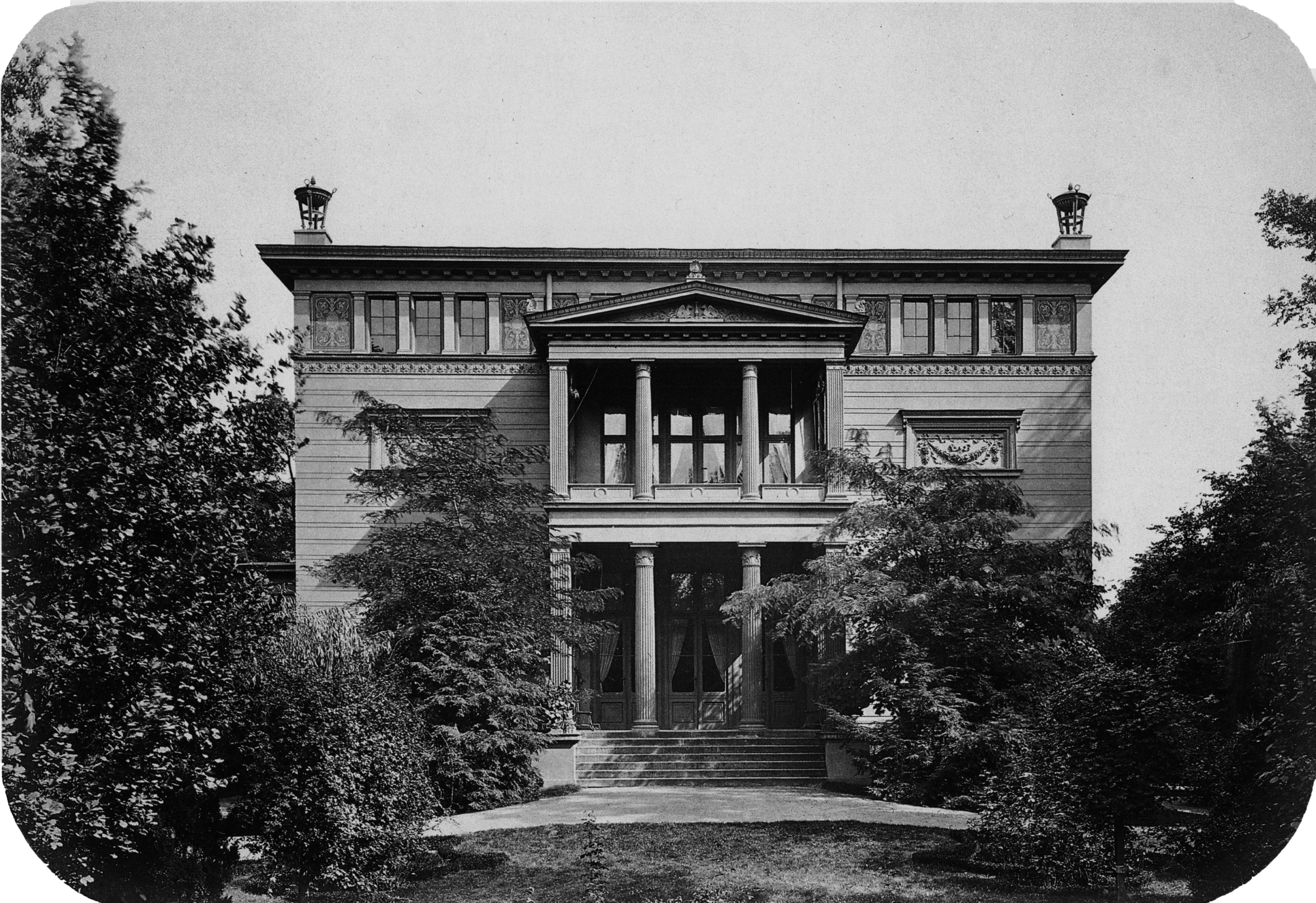
Villa Bleichröder in Charlottenburg

Bleichröder und mit ihm kooperierende Bankiers organisierten die Finanzierung des Preußisch-Österreichischen Krieges von 1866 durch eine Staatsanleihe. Der von Bismarck befürwortete „revolutionäre“ Plan von Abraham Oppenheim und Bleichröder, die im Staatsbesitz befindlichen Bergwerke im Saargebiet zu privatisieren und so den Krieg zu finanzieren, setzte sich beim preußischen König nicht durch. Bleichröder war an den Verhandlungen und der Abwicklung der französischen Reparationszahlungen im Anschluss an den Deutsch-Französischen Krieg 1870–71 maßgeblich beteiligt.
Gerson Bleichröder zählte zu den assimilierten Juden und galt Bismarck als „konservativ und loyal“. Trotz seines geschäftlichen Erfolgs und seiner Verdienste um die Regierung gelang es ihm aber nicht, sich unangefeindet an der Spitze der wilhelminischen Gesellschaft zu etablieren (siehe auch Antisemitismus (bis 1945)).
Bis in die 1880er Jahre war Gerson Bleichröder zusammen mit dem aus Bayern stammenden belgischen Bankier Maurice de Hirsch der wichtigste deutsche Investor im damaligen Osmanischen Reich. Die beiden jüdischen Bankiers wurden aber im Zuge der beginnenden staatlichen imperialistischen Politik des Deutschen Reiches von der Deutschen Bank aus dem Orientgeschäft verdrängt, speziell im Zusammenhang mit dem Projekt Bagdadbahn, bei dem Hirsch keine Rolle mehr und das Bankhaus Bleichröder nur noch eine untergeordnete spielte. Ab 1908 war das Bankhaus Bleichröder einer der wichtigsten Finanziers der neu gegründeten Istanbuler Tageszeitung Osmanischer Lloyd, die bis zum November 1918 erschien.

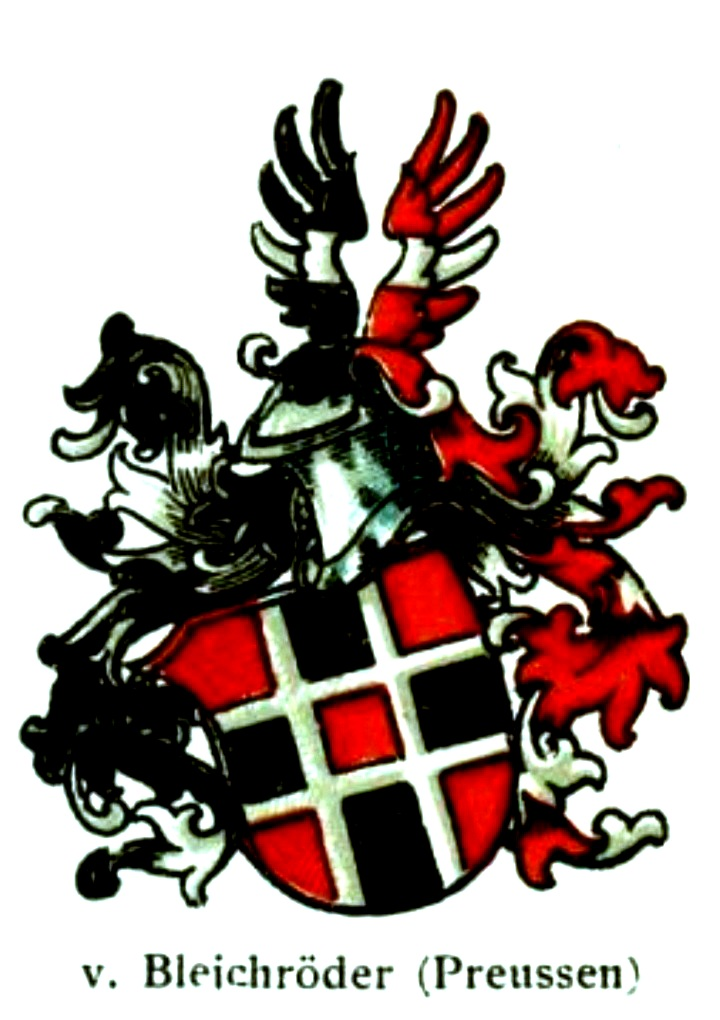
Wappen von Bleichröder, 1872 geadelt

Bleichröder erhielt im Laufe seines Lebens eine Vielzahl von Auszeichnungen. 1872 wurde er gleichzeitig mit dem Berliner Bankier Adolph (von) Hansemann und als erster Jude in Preußen in den erblichen Adelsstand erhoben. Aber die latente und seit den 1880er Jahren zunehmende Judenfeindlichkeit in der deutschen Öffentlichkeit des Kaiserreichs hielt den jüdischen Bankier auf Distanz zu den Personen, die am meisten von ihm profitierten und deren Wertschätzung er am stärksten herbeiwünschte, zum übrigen Adel.

Gerson von Bleichröder, auf dem Totenbett, 1893

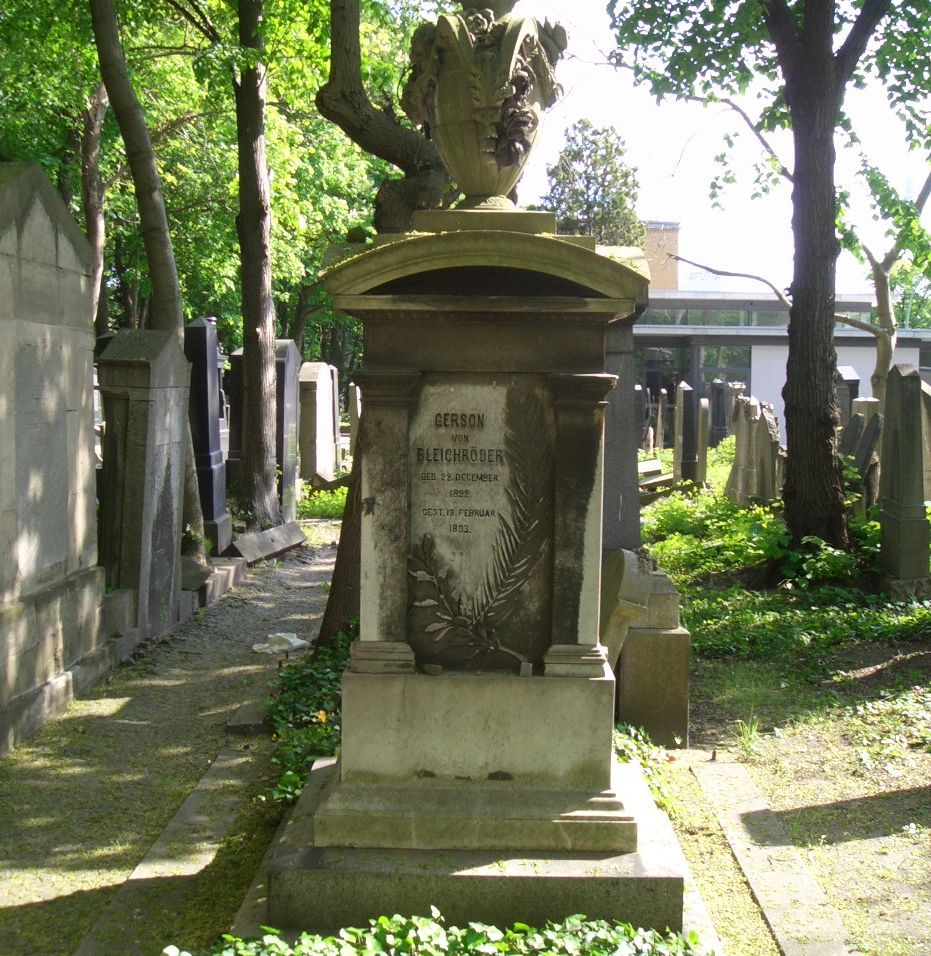
Grabmal auf dem Jüdischen Friedhof in der Schönhauser Allee

Gerson von Bleichröder war, wie sein Vater Samuel und sein Bruder Julius, Mitglied der Gesellschaft der Freunde. Am Ende seines Lebens war Bleichröder fast erblindet, er verbrachte seinen Lebensabend in seiner Villa in Charlottenburg sowie im Schloss Gütergötz, mit 670 ha Gutsbesitz, das er 1873 von Albrecht von Roon erworben hatte. Er starb an einem Lungenödem und wurde auf dem Jüdischen Friedhof in der Schönhauser Allee beigesetzt.
Gersons Kinder ließen sich noch zu Lebzeiten des Vaters taufen. Der Bankier James von Bleichröder (1859–1937) wurde auch als Kunstsammler bekannt. Georg (1857–1902) verzog nach Köln. Der älteste Sohn, Hans von Bleichröder (1853–1917), ließ 1913 auf dem Zentralfriedhof Friedrichsfelde ein mit Skulpturen des Berliner Bildhauers Hans Latt geschmücktes Mausoleum errichten, in dem insgesamt sieben Mitglieder seiner Familie beigesetzt wurden – darunter die drei Söhne Gerson Bleichröders. Das Mausoleum wurde 1950 auf Anweisung des Kommunisten Wilhelm Pieck, des damaligen Präsidenten der DDR, zerstört, weil es die nach seinen Plänen neugeschaffene Gedenkstätte der Sozialisten überragte, was er als den Gesamteindruck störend empfand. Ein kleiner Grabstein erinnert heute an die Bankiersfamilie.
Die Bank wurde 1931 von dem Dresdner Bankhaus Gebrüder Arnhold übernommen, ein Teil der Geschäfte sechs Jahre später nach New York (USA) verlegt, der übrige im Zug der „Arisierung“ der Dresdner Bank und dem ihr gehörenden Finanzinstitut Hardy & Co. übertragen. Das New Yorker Unternehmen firmierte viele Jahrzehnte als Arnhold and S. Bleichroeder Advisers und wurde erst 2009 in First Eagle Investment Management umbenannt.

## Genealogie
- Handbuch des Preußischen Adels, Band 1, Hrsg. Marcelli Janecki, Berlin 1892, S. 66.
- Gothaisches Genealogisches Taschenbuch der Briefadeligen Häuser 1917, Jg. 11, Justus Perthes, Gotha 1916, S. 80.
- Hans Friedrich von Ehrenkrook, Friedrich Wilhelm Euler: Genealogisches Handbuch der Adeligen Häuser / B (Briefadel nach 1400 nobilitiert), Band IV, Band 20 der Gesamtreihe GHdA, Hrsg. Deutsche Adelsverbände in Gemeinschaft mit dem Deutschen Adelsarchiv, C. A. Starke, Glücksburg/Ostsee 1959, S. 42–44. ISSN 0435-2408